# Villar Focchiardo
Villar Focchiardo é uma comuna italiana da região do Piemonte, província de Turim, com cerca de 2.037 habitantes. Estende-se por uma área de 25 km², tendo uma densidade populacional de 81 hab/km². Faz fronteira com San Didero, San Giorio di Susa, Borgone Susa, Sant'Antonino di Susa, Coazze.

## Demografia
| Variação demográfica do município entre 1861 e 2011                               |
|                                                                                   |
| Fonte: Istituto Nazionale di Statistica (ISTAT) - Elaboração gráfica da Wikipedia |